# كريستوفر كاري (ممثل)
كريستوفر كاري (بالإنجليزية: Christopher Curry)‏ مواليد 22 أكتوبر 1948، هو ممثل أمريكي ظهر في قرابة 70 فيلما.

## الأعمال
- هانتر (1990)
- أجنحة (1994) (بدور: بوبي ينغ)
- جاغ (1996)
- جوني برافو (1997)
- بيفرلي هيلز 90210 (1997) (بدور: جيري ويستر)
- وحيد في المنزل 3 (1997)
- ستار تريك: فوياجر (1999)
- الحب (1999)
- عبر جوردان (2001)

## روابط خارجية
- كريستوفر كاري على موقع IMDb (الإنجليزية)
- كريستوفر كاري على موقع ميتاكريتيك (الإنجليزية)
- كريستوفر كاري على موقع روتن توميتوز (الإنجليزية)
- كريستوفر كاري على موقع ألو سيني (الفرنسية)
- كريستوفر كاري على موقع أول موفي (الإنجليزية)
- كريستوفر كاري على موقع قاعدة بيانات برودواي على الإنترنت (الإنجليزية)
- كريستوفر كاري على موقع قاعدة بيانات الأفلام السويدية (السويدية)
- كريستوفر كاري على موقع قاعدة بيانات الفيلم (الإنجليزية)
- كريستوفر كاري على موقع كينوبويسك (الروسية)